# Mimbredo
Mimbredo es una localidad del concejo de Anúcita, que está situado en el municipio de Ribera Alta, en la provincia de Álava, País Vasco (España).

## Historia
A comienzos del siglo XIX, el lugar, ya por entonces perteneciente a Ribera Alta, tenía contabilizada una población de 32 habitantes. Aparece descrito en el tomo de la Geografía general del País Vasco-Navarro dedicado a la provincia de Álava y escrito por Vicente Vera y López con las siguientes palabras:

Mimbredo.—Aldea y cabecera del ayuntamiento, distante de Pobes 2,120 metros. A mediados del pasado siglo era un barrio dependiente de Anúcita, en el que había seis mesores por ser punto de etapa de los trajinantes que de la Rioja iban á Bilbao. Está situada á la orilla del río Bayas y al pie de la sierra de Tuyo. Confina, al N., con Anúcita; al S., con Hereña; al E., con las estribaciones de la citada sierra, y al O., con Castillo. Tiene 12 casas; la población de hecho es de 32 personas y la de derecho 31. Depende de la parroquial de Anúcita. Tiene una escuela de patronato, á la que asisten los niños de otros lugares, y su población escolar se calcula en 74 niños.
(Vera y López, 1915-1921, p. 484)

## Demografía
| Gráfica de evolución demográfica de Mimbredo entre 1960 y 1981                   |
|                                                                                  |
| Población de derecho según los censos de población de la Enciclopedia Auñamendi. |